# Julien Fédon

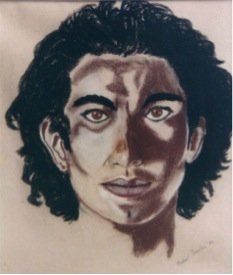
Darstellung des Julien Fédon (18. Jahrhundert)

Julien Fédon (auch: Fedon, Foedonn, Feydn, Fidon; † um 1796) war der Anführer der Fédon’s Rebellion, einer Revolte gegen die Britische Herrschaft in Grenada, die von freien rassisch-gemischten französischsprachigen Siedlern getragen wurde und sich zwischen 1795 und Juni 1796 ereignete.
Die Fédon’s Rebellion brach im selben Jahr aus wie mehrere andere Rebellionen in den Westindischen Inseln, nämlich in Kuba, Jamaika sowie in Coro, Venezuela. Im 19. und 20. Jahrhundert galt Fédon als Volksheld in Grenada und beeinflusste die nationalistischen Führer und Revolutionäre auf der Insel.

## Leben
Julien Fédon wurde auf Martinique geboren. Der Vater war Pierre Fédon, ein französischer Juwelier, der von Bordeaux aus 1749 nach Martinique ausgewandert war. Die Mutter war eine freigelassene schwarze Sklavin. Die Familie zog in den 1750ern nach Grenada, als die Insel unter französischer Herrschaft stand. Der Historiker Edward Cox schreibt jedoch, Fédon habe dort 1772 noch nicht gelebt und sei möglicherweise erst später zugezogen.
In Grenada heiratete Fédon 1787 Marie Rose Cavelan, eine Mulattin und siedelte sich auf Belvedere Estate an, einer Plantage im Parish Saint John. Er wurde zum General der französischen republikanischen Truppen auf Guadeloupe ernannt.
Fédon begann seine Revolte in Grenada in der Nacht zum 2. März 1795. Seine Ziele waren die Abschaffung der Sklaverei, Bürgerrechte für Freigelassene und das Ende der britischen Kolonialherrschaft, damit die französische Bevölkerung wieder an die Macht kommen sollte. Mit Hilfe von rund 100 freigelassenen Sklaven und Mulattos kämpfte Fédon gegen die Grundbesitzer der Insel und die weißen britischen Bourgeois. Die Rebellen attackierten zunächst die Städte Grenville und Gouyave. Sie plünderten und brannten Häuser nieder und zerrten die britischen Siedler auf die Straßen, um sie zu exekutieren. Nach der Rückkehr in die Berge um Belvedere schlossen sich die Rebellen mit einer großen Gruppe von Sklaven zusammen, die die Plantagen verlassen hatten. In den Bergen ließ Fédon mehrere Befestigungsanlagen errichten, um britische Angriffe abzuwehren.
Während der Rebellion hatten sich 14.000 der damals 28.000 Sklaven mit den Revolutionären verbündet. Dabei wurden 7000 von ihnen getötet. Viele der französischen Siedler, die die Rückgabe von Grenada an die Briten 1763 erlebt hatten, schlossen sich ebenfalls an, zusammen mit einigen französischen Katholiken, die aufgrund ihrer Religion von den Briten ihrer Bürgerrechte und politischen Teilhabe beraubt worden waren, da die Briten den Katholizismus unterdrückten.
Am 8. April 1796 starb ein Bruder von Fédon bei einem britischen Angriff. Um den Tod seines Bruders zu rächen, befahl Fédon die Hinrichtung von 48 der 53 Gefangenen, die im Hauptquartier der Rebellen gefangen gehalten wurden, unter ihnen auch der damalige Gouverneur Ninian Home.
Von ihrem Quartier in den Bergen konnten die Rebellen die ganze Insel kontrollieren, außer dem Regierungssitz St. George. Die Angriffe auf St. George scheiterten und Historiker halten dies für den Hauptgrund für das Scheitern der Rebellion. Fédon ermöglichte es den britischen Einheiten auch oft, sich wieder zu sammeln und zu erholen, ohne dass er sie angriff.
Am Tag nach der gescheiterten Attacke auf St. George wurden Fédons letzte Mannschaften auf den steilen Hängen des Mount Qua Qua gestellt. Die wenigen Überlebenden stürzten sich den Berg hinunter. Fédon selbst wurde nie gefasst und sein Verbleib nach der Revolte, ist unbekannt. Einige Historiker glauben, er suchte das Heil in der Flucht mit einem Kanu und könnte auf See umgekommen sein.

## Ideologie
Fédon war beeinflusst von der Französischen Revolution, den französischen Revolutionsführern in Guadeloupe und der Haitianischen Revolution. Sein Ziel war eine neue „Schwarze Republik“ in Grenada nach dem Modell von Guadeloupe. Auch seine bekannten Anhänger (Jean-Pierre La Valette, Charles Nogues, Stanislaus Besson, Etienne Ventour und Joachim Phillip) waren von den Idealen der französischen Revolution geprägt (Freiheit, Gleichheit, Brüderlichkeit).

## Vermächtnis
Der Berg, auf dem die Rebellen ihr Hauptquartier hatten, bei Fédons Belvedere Estate im Zentrum von Grenada, ist der einzige Platz auf der Insel, der nach ihm benannt wurde. Früher hieß der Berg Morne Vauclain. Der Familienname Fédon ist jedoch von der Insel Grenada verschwunden.